# Monaural
Monaural, Monofônico ou Mono, é um sistema de gravação e reprodução de áudio onde todo o som é transmitido por meio de um único canal.
Tipicamente é constituído de apenas um microfone e uma caixa acústica ou fone. Em casos onde existe mais de um microfone, fone ou caixa, eles compartilham o mesmo sinal, não sendo possível perceber as diferentes posições das fontes sonoras.
O sistema Mono foi sucedido pelo sistema Estereofônico na maioria dos sistemas de entretenimento. Porém continua padrão em aplicações como radiotelefones, redes telefônicas e aparelhos auditivos.
Em um estúdio de gravação ainda se usa muitos canais monos para gravar, por exemplo, guitarras, baterias e voz. No entanto, na fase de mixagem alguns destes canais serão convertidos ou combinados em estéreo para um melhor efeito sonoro.